# The Journal of Geology
The Journal of Geology is een  	wetenschappelijk tijdschrift dat artikels over onderzoek naar geologie, geofysica, geochemie, sedimentologie, geomorfologie, petrologie, platentektoniek, vulkanologie, structurele geologie, mineralogie en planetaire wetenschappen publiceert. De inhoud ervan varieert van planetaire evolutie tot computermodellering van fossiele ontwikkeling, waardoor het relevant is voor zowel geologen als andere onderzoekers die werkzaam zijn in de aard- of planetaire wetenschappen.
Het werd in 1893 opgericht door Thomas Chrowder Chamberlin.